# 11538 Brunico
11538 Brunico eller 1992 OJ8 är en asteroid i huvudbältet som upptäcktes den 22 juli 1992 av den belgiske astronomen Henri Debehogne och den spanske astronomen Álvaro López-García vid La Silla-observatoriet. Den är uppkallad efter den italienska staden Bruneck.